# Thrawn
Thrawn és un personatge fictici de la sèrie de televisió Star Wars Rebels i de l'univers expandit de la La guerra de les galàxies. En l'univers de ficció de l'obra té el grau de Gran almirall i és considerat un dels més brillants estrategs imperials.

## Aparicions
Apareix per primera vegada en l'«univers expandit» en la trilogia creada per Timothy Zahn, dins de les obres Hereu de l'Imperi, El ressorgir de la Força Fosca i L'última orde. En aquesta saga, Thrawn pren el comandament sobre les restes de l'Imperi, reconstruint-ho i posant en escac a tota la Nova República.
Els seus orígens s'expliquen en l'obra «Vol d'expansió», també de Timothy Zahn. En aquest llibre, ambientat en un període anterior a les Guerres clon, apareix Thrawn com a comandant de les forces Chiss.
El 1994 LucasArts fa aparèixer a Thrawn en el joc TIE Fighter (simulador espacial) i durant el transcurs del joc és ascendit pel mateix Palpatine del grau de vice-almirall al de Gran Almirall. És a més el desenvolupador d'algunes naus per a l'Imperi Galàctic, entre elles està el pot de míssils (Missile Boat).

## El personatge
De cara blau i amb ulls rojos brillants com dos robis, el Gran almirall Thrawn va ser el millor oficial de la flota de l'Imperi Galàctic. Nadiu del planeta Csilla, el seu nom original era Mitth'raw'nuruodo i pertanyia al clan Nuruododo. En unir-se a l'Imperi va ser rebatejat Thrawn. Va ser un impecable estrateg, fred i calculador, una actitud molt valorada en l'Imperi. Amb el temps va aconseguir el rang de Gran Almirall de l'Imperi i Vader li va lliurar com a esclaus al poble dels noghri.
Aquest chiss, hàbil com tots els de la seua raça en la tàctica i l'estratègia militar, era l'únic alienígena dels dotze Grans almiralls de l'Imperi Galàctic. Estava assignat al destructor victòria Venjança de l'ambiciós inquisidor Jerec. Al costat d'ell va aprendre secrets de la Força, la qual cosa li serviria a Thrawn per a enfrontar-se a rivals Jedi. Jerec, en canvi, va aprendre de les habilitats militars de Thrawn.
Després de la batalla de Hoth, Thrawn ja era un Vicealmirall. Un dels dotze Grans Almiralls, Demetrius Zaarin, va començar una revolta contra l'Imperi per a intentar suplantar a l'Emperador. Com Vader estava massa ocupat amb la seua disputa personal contra el príncep Xizor del Sol Negre, va ser Thrawn qui es va fer al comandament dels exèrcits imperials per a eliminar el traïdor. Encara que Zaarin emprava els nous TIE Venjadors i Defensors, Thrawn no va tardar a aconseguir-los i emprar-los en la seua pròpia flota. Finalment, Thrawn va aconseguir derrotar a Zaarin en una espectacular batalla final. Aquesta gesta li va servir perquè l'Emperador el nomenara Gran almirall. Després de passar un temps al costat de l'Emperador amb el seu nou rang, va acudir al costat del Gran almirall Miltin Takel per a veure els plànols de la segona Estrella de la Mort en construcció. No gaire després, Thrawn va partir a les regions desconegudes a expandir l'Imperi. Per aquella època el seu destructor personal era l'Admonitor.
Cinc anys després de la batalla d'Endor, Thrawn va tornar i es va trobar l'Imperi destruït i una Nova República instaurada en el seu lloc. Amb pocs recursos i fent gala de la seua habilitat de predir les formes de combat dels seus rivals, a partir d'estudiar l'art de cada raça, Thrawn va reconstruir l'Imperi a bord de la seua nau insígnia "Quimera" (el destructor estel·lar de Gilad Pellaeon), i va estar molt prop de destruir a la Nova República. No obstant això, els seus somnis es van veure truncats i el seu escorta noghri anomenat Rukh, el va trair i el matà.